# François Hubert Abinet
François Hubert Abinet, né en 1745 à Saint-Hubert et décédé le 30 juin 1813 à Luxembourg est un homme politique luxembourgeois.
François Hubert est le bourgmestre de la ville de Luxembourg du 28 décembre 1795 (7 nivôse an IV) au 7 janvier 1797 (18 nivôse an V) et du 21 mars 1797 (1 germinal an V) au 27 décembre 1797 (7 nivôse an VI).